# Vibeke
Vibeke er et pigenavn, der enten stammer fra plattysk "wievke(n)" (tysk: "Weibchen"), som betyder "lille kvinde" eller er en kortform af flere navne startende på "Wig-", der betyder "strid". Cirka 12 900 bærer navnet eller variationer heraf. Variationer af navnet efter hyppighed Vibe, Wibeke, Vibekke, Vibeka, Viben og Vibecke.

## Kendte personer med navnet
- Vibeke Alfelt, dansk maler og grafiker.
- Vibeke Hastrup, dansk skuespiller.
- Hanne-Vibeke Holst, dansk forfatter.
- Vibeke Kruse, Christian 4.'s hustru til venstre hånd.
- Vibeke Mencke Nielsen, dansk kunstmaler og grafiker.
- Vibeke Sperling, dansk journalist.
- Janne Vibeke Teller, dansk forfatter.
- Mette Vibe Utzon, dansk journalist og tv-vært.
- Vibeke Windeløv, dansk filmproducent.

## Andre anvendelser
- Vibe, en vadefugl.
- Vibe bruges en del som mellemnavn, efternavn eller sammensat til et efternavn, f.eks. Mads Vibe-Hastrup.
- Vibe var navnet på en af Sigfred Pedersens døtre — den anden hed Lærke.

## Reference
1. ↑  Navne – Danmarks Statistik